# 田心镇 (上高县)
田心镇，是中华人民共和国江西省宜春市上高县下辖的一个乡镇级行政单位。

## 行政区划
田心镇下辖以下地区：
田心社区、田心村、坪溪村、官溪村、河龙村、店前村、坑里村、斗门村、新生村、王丰村、新田村、湖境村、南江村、枧头村、洙村、球湖村、斜溪村、王家村、江南村、堑陂村、坑林村、石水村、南塘村、册塘村、赤卫村、红卫村、更生村和利石村。